# Kelemen János (filozófus)
Kelemen János (Kassa, 1943. június 8. – 2024. január 31.) Széchenyi-díjas magyar filozófus, filozófiatörténész, italianista, egyetemi tanár, a Magyar Tudományos Akadémia rendes tagja. A nyelvfilozófia, Dante Alighieri, valamint a modern olasz és angolszász filozófia neves kutatója. 2000 és 2008 között az ELTE Bölcsészettudományi Kar Filozófiai Intézetének igazgatója.

## Életpályája
1961-ben érettségizett, majd felvették a József Attila Tudományegyetem olasz–orosz–francia szakára, ahol 1966-ban szerzett tanári diplomát, utána az Eötvös Loránd Tudományegyetem filozófia szakára járt, ahol 1969-ben szerzett diplomát. 1966-ban védte meg egyetemi doktori disszertációját Szegeden. Szegedi diplomájának megszerzése után rövid ideig a szegedi Radnóti Miklós Gimnázium tanáraként dolgozott, majd az egyetem adjunktusa lett. 
1970-ben az ELTE Bölcsészettudományi Kar Filozófia Tanszékéhez (ma: Általános Filozófia Tanszék) került. Az oktatói ranglétrát végigjárva 1984-ben kapta meg egyetemi tanári kinevezését. Egy évvel korábban a Filozófia II. (Társadalomfilozófia és Etika) Tanszék vezetésével is megbízták (ma az Általános Filozófia Tanszék része). A Tanszéket 1990-ig vezette. 1986 és 1990 között az ELTE BTK Filozófiai Tanszékcsoportjának vezetője is volt. 1990-ben a Római Magyar Akadémia igazgatója lett. Az intézményt 1994-ig vezette. ELTE-s állása mellett 1995 és 1997 között a József Attila Tudományegyetem Olasz Tanszékének vezetője volt. 2000 és 2008 között az ELTE BTK Filozófiai Intézetének igazgatója volt. 1997 és 2000 között Széchenyi professzori ösztöndíjjal kutatott.
1975-ben védte meg a filozófiai tudományok kandidátusi, 1983-ban akadémiai doktori értekezését. Az MTA Filozófiai Bizottságának lett tagja. 2001 és 2004 között az MTA Közgyűlésének képviselője volt, majd 2004-ben megválasztották a Magyar Tudományos Akadémia levelező, 2016-ban rendes tagjának. Az MTA Hálózati Tanácsa tagja is lett. 2004-ben a Magyar Dantisztikai Társaság, 2006-ban a Magyarországi Francia Nyelvű Filozófiai Társaság elnökévé választották. Sokáig volt a European Journal for Semiotic Studies című tudományos szakfolyóirat szerkesztőbizottságának tagja. Kutatási területe a nyelvfilozófia, a szemiotika, Dante filozófiája, valamint a modern olasz, angolszász és francia filozófia, illetve a klasszikus német filozófia története.

## Díjai, elismerései
- Sabetia Ter (1992, Nápoly)
- Valitutti-díj (1995, Salerno)
- Arany János Közalapítvány Ránki György-díja (1998)
- Nemzetközi Benedetto Croce-díj (2003)
- Széchenyi-díj (2007)
- Ordine della Stella d’Italia nel grado di Commendatore (2014)
- Akadémiai Díj (2016)

## Főbb publikációi
- Mi a strukturalizmus? (Kossuth Könyvkiadó, 1969)
- A nyelvfilozófia kérdései – Descartes-tól Rousseau-ig (Kossuth Könyvkiadó, 1977)
- A tudat és a megismerés (Kossuth Könyvkiadó, 1978)
- Benedetto Croce (Kossuth Könyvkiadó, 1981)
- Az élő Marx (szerk., Hársing Lászlóval, 1983)
- A „nemes hölgy” és a „szolgálóleány” (Gondolat Kiadó, 1984)
- George Edward Moore (Kossuth Könyvkiadó, 1984)
- A nyelv és a nyelvek (Akadémiai Kiadó, társszerző, 1989)
- Nyelv és történetiség a klasszikus német filozófiában (Akadémiai Kiadó, 1990)
- Az olasz hermeneutika Crocétól Ecóig (1998)
- Profili ungheresi e altri saggi(1994)
- Idealismo e storicismo nell'opera di Benedetto Croce (1995)
- A Szentlélek poétája (1999)
- Az ész képe és tette. A történeti megismerés idealista elméletei (Atlantisz Könyvkiadó, 2000, ISBN 9789639165465)
- A nyelvfilozófia rövid története (2000, Áron Kiadó)
- Nyelvfilozófia (Farkas Katalinnal, 2000, Áron Kiadó)
- A filozófus Dante. Művészet- és nyelvelméleti expedíciók (Atlantisz Könyvkiadó, 2002, ISBN 9789639165632)
- Nyelvfilozófiai tanulmányok (2004, Áron Kiadó)
- Dante, Petrarca, Vico (2007)
- Eco visszhang (Világosság Könyvek, 2008)
- Art's Struggle for Freedom: Lukács, the Literary Historian (2011)
- Túl a nyelvfilozófián (szerk., 2014)
- The Rationalism of Georg Lukács (2014)
- Nyelv és történelem: Dante, Vico, Hegel. Székfoglaló előadások a Magyar Tudományos Akadémián (2014)
- Ex libris: Mesterek és tanítványok (2015)
- Komédiámat hívom tanúmul. Az önreflexió nyelve Danténál; ELTE Eötvös, Bp., 2015
- Atti del convegno internazionale. Commentare Dante oggi; szerk. Kelemen János, Nagy József; Eötvös University Press, Bp. (2015)
- Lukács György racionalizmusa; ELTE Eötvös, Bp., 2018